# Frojach-Katsch
Frojach-Katsch var en kommun  i distriktet Murau i förbundslandet Steiermark i Österrike. Den blev den 1 januari 2015 en del av den nybildade kommunen Teufenbach-Katsch.
Kommunen bestod av två orter (Ortschaften) (inom parentes invånarantal 1 januari 2024):
- Frojach (534)
- Katsch an der Mur (528)